# 389 f.Kr.

## Händelser

### Efter plats

#### Grekland
- En spartansk expeditionsstyrka under kung Agesilaios II korsar Korinthiska viken för att anfalla Akarnanien, som är allierat med den antispartanska koalitionen. Agesilaios lyckas slutligen locka ut akarnanierna på slagfältet, där de blir helt krossade.
- Den atenske generalen Thrasybulos leder en triremstyrka för att utkräva tribut från städerna runt Egeiska havet och för att stödja Rhodos, där en demokratisk regering kämpar mot Sparta. Under detta fälttåg erövrar Thrasybulos Byzantion, lägger tull på fartyg, som passerar genom Hellesponten och insamlar tribut från många av öarna i Egeiska havet.

#### Kina
- Staten Chus premiärminister Wu Qi inför sina första politiska, samhälleliga och militära reformer. Han ådrar sig irriation och missbelåtenhet från Chus tjänstemän och aristokratiska elit, som är emot hans korståg för att stävja korruptionen inom staten och begränsa deras makt. Han blir så småningom mördad (381 f.Kr.) under kung Diaos av Chu begravning, även om hans mördare strax därefter blir avrättade av Chus nye kung Su.
- Detta är det sista möjliga året för sammanställningen av den historiska texten Zuo Zhuan, som sägs ha skrivits av en blind historiker vid namn Zuo Qiuming.